# Jean-Claude Lozac'hmeur
Jean-Claude Lozac'hmeur nacido en 1940, es un historiador y ensayista francés.

## Biografía
Jean-Claude Lozac'hmeur nació en Toulon (Var).
Fue profesor en la Universidad de Rennes 2 Alta Bretaña.
Sus intereses son la literatura celta y medieval.

## Obras
- L'énigme du Graal: Aux origines de la légende de Perceval, Éditions Mens Sana, 2011, ISBN 979-1-09044-702-8
- de la Gnose au Graal, éditions des Cimes, ISBN 9791091058070
- Avec Bernaz de Karer, De la revolution: Essai sur la politique maçonnique, Éditions Sainte Jeanne d'Arc, 1992, ISBN 9782950491442
- Fils De la Veuve: Essai sur le symbolisme maçonnique, Éditions Sainte Jeanne d'Arc, 1990, ISBN 978295049140,[2] Éditions de Chiré 2002.
- Récits et poèmes celtiques, Domaine brittonique, VI-XV siècles, en collaboration avec Léon Fleuriot et Louis Prat, préface de Pierre-Jakez Hélias, Éditions Stock, collection Moyen Âge, Paris, 1980 ; rééd. 1992.
- La chanson d'Aiquin, présentation, traduction et notes, en collaboration avec Maud Ovazza, éditions Jean Picollec, Paris 1985
- Daffydd ap Gwilym, un barde gallois du XIVe siècle, petite anthologie d'un grand poète, en collaboration avec Diarmuid Johnson, éd. Wodan, Reineke Verlag, Greifswald, 1994
- Les origines occultistes de la franc-maçonnerie, éditions Cimes, 2015.

Artículos y ensayos publicados en libros colectivos
- « De la tête de Bran à l'hostie du Graal », in Arthurian Tapestry. Essays in Memory of Lewis Thorpe, ed. Kenneth Varty (Glasgow 1981) p. 275-286
- « À propos de deux hypothèses de R. S. Loomis : éléments pour une solution de l’énigme du Graal », Bulletin bibliographique de la Société internationale arthurienne, 34 (1982) p. 207-221
- « Recherches sur les origines indo-européennes et ésotériques de la légende du Graal », Cahiers de civilisation médiévale X-XII siècles, 30 (1987) p. 45-63

Autres essais et articles
Liste ici: et ici: 